# Maar de Jaude
Le maar de Jaude est un ancien volcan phréatomagmatique de France appartenant à la chaîne des Puys. Âgé d'environ 156 000 ans à 22 000 ans près, ce maar pourrait être le plus ancien édifice de la chaîne, ainsi que le plus excentré vers l'est par rapport à l'axe éruptif.

## Caractéristiques
La taille cumulée de ces trois cratères coalescents atteint près de 1,5 kilomètre de diamètre, et a abrité un lac alimenté par la Tiretaine, qui s'est progressivement comblé (en majorité par des sédiments fins (silts), mais aussi par une coulée de lave du puy Pariou) pour devenir un marais, qui a finalement été asséché par l'Homme puis urbanisé dès l'époque antique[réf. souhaitée].
Il se situe directement sous l'agglomération clermontoise et s'étend sur d'anciens marécages aujourd'hui urbanisés entre le centre de Chamalières à l'ouest et la place de Jaude dans le centre de Clermont-Ferrand à l'est. La butte de Clermont, où s'est implantée la ville historique, est un reliquat du cône de déjection[pas clair]) du volcan, composé de tufs volcaniques, dans lequel ont été creusées les nombreuses caves de Clermont-Ferrand.
Cet anneau de déjection[pas clair] est aujourd'hui peu marqué, notamment en raison du travail érosif des deux bras de la Tiretaine : la branche principale du cours d'eau passant au nord de la butte (quartier Saint-Alyre), et une branche secondaire passant au sud (quartier universitaire). L'érosion de la branche nord est beaucoup plus marquée, elle a donné lieu aux fortes pentes des environs de la rue Montlosier nécessitant la construction de nombreux escaliers, ascenseurs urbains et passerelles aériennes.
Selon le géologue Daniel Chaillou de la société Géosol, il ne s'agit pas d'un seul cratère mais de trois cratères coalescents comme le montreraient les nombreux sondages réalisés dans le centre de Clermont-Ferrand.[réf. nécessaire]